# Søllested Sogn (Assens Kommune)
 For alternative betydninger, se Søllested Sogn. (Se også artikler, som begynder med Søllested Sogn)
Søllested Sogn er et sogn i Assens Provsti (Fyens Stift).
I 1800-tallet var Vedtofte Sogn anneks til Søllested Sogn. Begge sogne hørte til Båg Herred i Odense Amt. Søllested-Vedtofte sognekommune blev ved kommunalreformen i 1970 indlemmet i Glamsbjerg Kommune, som ved strukturreformen i 2007 indgik i Assens Kommune.
I Søllested Sogn ligger Søllested Kirke.
I sognet findes følgende autoriserede stednavne:
- Bukkerup (bebyggelse, ejerlav)
- Bukkerup Huse (bebyggelse)
- Bukkerup Kohave (bebyggelse)
- Bukkeruplund (bebyggelse)
- Egemosedam (bebyggelse)
- Møllebjerg (bebyggelse)
- Rulleskov (areal)
- Stængelris (bebyggelse)
- Stævningen (areal)
- Søllested (bebyggelse, ejerlav)